# Giunio Tiberiano
Giunio Tiberiano (in latino: Iunius Tiberianus; fl. 303-304) è stato un politico romano di età imperiale.
Era probabilmente il figlio di Gaio Giunio Tiberiano, praefectus urbi di Roma nel 291-2.
Tra il 293 e il 303 fu proconsole d'Asia; tra il 12 settembre 303 e il 4 gennaio 304 fu praefectus urbi di Roma.